# Jean Kahn

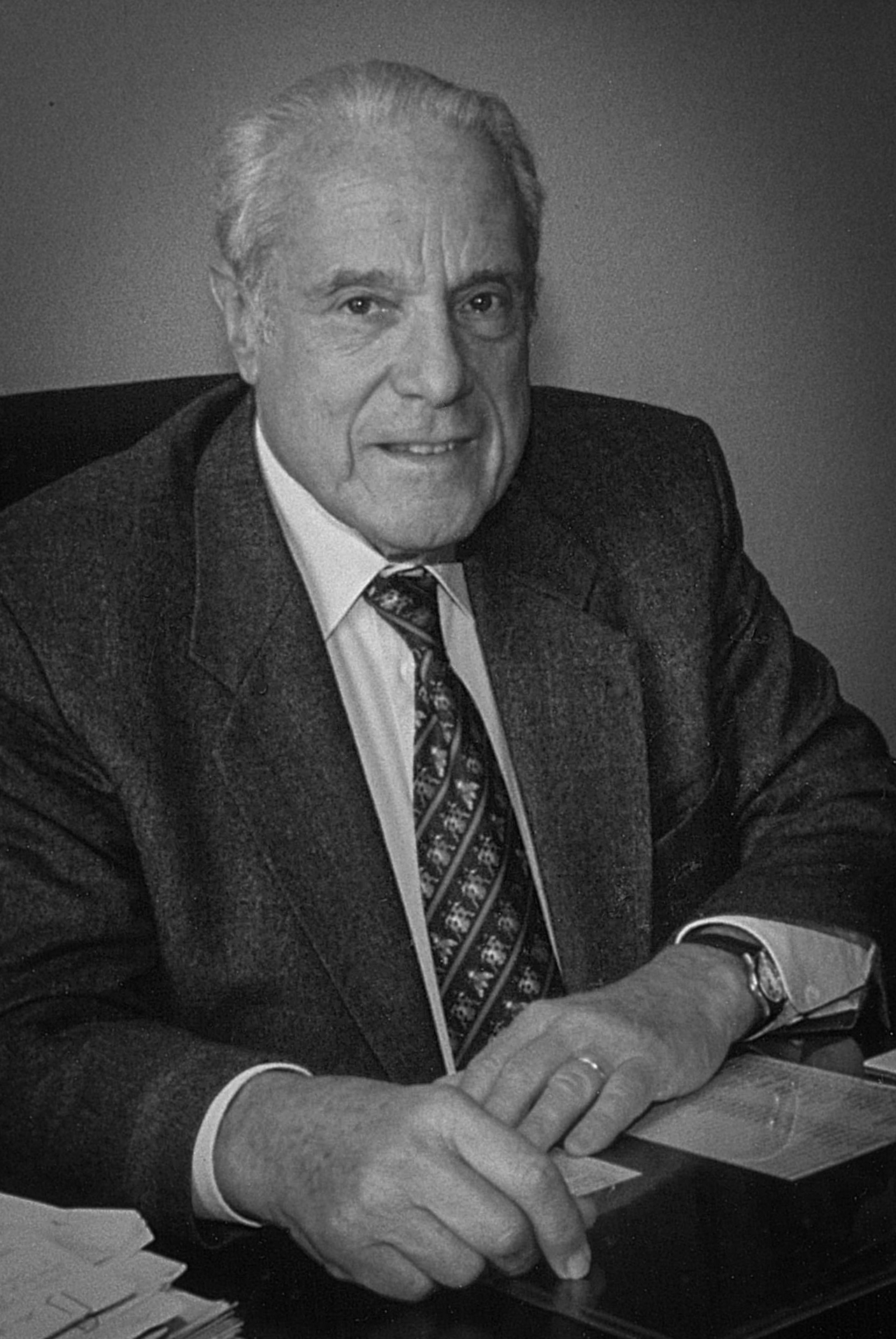
Jean Kahn (1995)

Jean Kahn (geb. 17. Mai 1929 in Straßburg; gest. 18. August 2013 ebenda) war ein französischer Rechtsanwalt und Menschenrechtler. Er war von 1991 bis 1995 Präsident des Europäischen Jüdischen Kongresses.

## Leben
Kahn war in der Jugend Mitglied der jüdischen Pfadfinder. 1943 flüchtete er mit seiner Familie aus dem von der deutschen Wehrmacht besetzten Frankreich nach Spanien. Nach dem Zweiten Weltkrieg studierte er Rechtswissenschaften an der Universität Straßburg. Er promovierte und wurde 1953 als Rechtsanwalt zugelassen. Kahn war später im familieneigenen Textilunternehmen tätig.
1969 wurde er als Funktionär in der jüdischen Gemeinde in Straßburg aktiv und übernahm später Aufgaben im Département Bas-Rhin. Von 1989 bis 1995 war er Präsident des Conseil Représentatif des Institutions juives de France (CRIF). Von 1991 bis 1995 war er auch Präsident des Europäischen Jüdischen Kongresses (EJC) und Vizepräsident des World Jewish Congress. Von 1995 bis 2008 stand er dem Consistoire central israélite vor.
Anfang der 1990er Jahre war er als Vermittler im ehemaligen Jugoslawien aktiv und engagierte sich als Menschenrechtsaktivist gegen Rassismus und Fremdenfeindlichkeit. Er war u. a. Präsident der französischen Regierungsorganisation Commission nationale consultative des droits de l'homme. Vor Gericht bestritt er Prozesse u. a. gegen Jean-Marie Le Pen, den Vorsitzenden der rechtspopulistischen/rechtsextremen Front National, die zu dessen Aufhebung der parlamentarischen Immunität führten.
Kahn war verheiratet und hatte zwei Kinder. Er starb 2013 und wurde auf dem jüdischen Friedhof in Strasbourg-Cronenbourg bestattet.

## Auszeichnungen (Auswahl)
- Mitglied der Ehrenlegion (Großoffizier)
- Ordre national du Mérite (Kommandeur)
- Bundesverdienstkreuz (Großkreuz)
- Ehrendoktor der Universität Haifa

## Prix Jean-Kahn
Ihm zu Ehren vergibt die Europäische Stelle zur Beobachtung von Rassismus und Fremdenfeindlichkeit seit 2003 den Prix Jean-Kahn gegen Rassismus und Diskriminierung in Europa.